# Déficit en hormone de croissance
 Mise en garde médicale
Le déficit en hormone de croissance est une condition médicale due à un manque d'hormone de croissance (GH).

## Causes et symptômes
Généralement, le symptôme le plus notable est une petite taille. Chez les nouveau-nés, il peut y avoir un faible taux de sucre dans le sang ou un petit pénis. Chez les adultes, il peut y avoir une diminution de la masse musculaire, un taux de cholestérol élevé, ou une faible densité osseuse.
Le GHD peut être présent à la naissance ou se développer plus tard dans la vie. Les causes peuvent inclure la génétique, les traumatismes, les infections, les tumeurs ou la radiothérapie. Les gènes qui peuvent être impliqués incluent GH1, GHRHR ou BTK. Dans un tiers des cas, aucune cause n'est apparente. Le mécanisme sous-jacent comporte généralement des problèmes avec la glande pituitaire. Certains cas sont associés à un manque d'autres hormones hypophysaires, auquel cas on parle de déficit combiné en hormones hypophysaires. Le diagnostic comporte des tests sanguins pour mesurer les niveaux d'hormone de croissance.

## Traitement
Le traitement repose sur le remplacement de l'hormone de croissance. La fréquence de la condition n'est pas claire. La plupart des cas sont initialement remarqués chez les enfants. On estime que les formes génétiques affectent environ 1 personne sur 7 000. La plupart des types surviennent également chez les hommes et les femmes, bien que les hommes soient plus souvent diagnostiqués.